# Bulbophyllum singuliflorum
Bulbophyllum singuliflorum là một loài phong lan thuộc chi Bulbophyllum.